# Norma Román Calvo
Norma Elena Román Calvo (Ciudad de México, 18 de agosto de 1924 - 28 de enero de 2013) fue una dramaturga, pianista, profesora e investigadora mexicana.

## Trayectoria
Román Calvo estudió una maestría en Lengua y Literatura Españolas y el doctorado en Literatura Mexicana en la Facultad de Filosofía y Letras de la Universidad Nacional Autónoma de México. Cursó dramaturgia con Hugo Argüelles en el Centro Universitario de Teatro de esa misma universidad. Terminó la carrera de pianista concertista en la Academia Bach. Tuvo una activa labor como docente a lo largo de su vida, impartiendo clases de historia del arte y teoría dramática en los colegios de Bibliotecología, Literatura Dramática y el posgrado de su alma mater, en el Instituto de Arte Escénico, el Instituto Andrés Soler, el Centro de Arte Dramático, A.C. (Cadac) y la Escuela de Teatro del Instituto Nacional de Bellas Artes, entre otras.
Su obra ha sido ampliamente montada en su país tanto por grupos profesionales como por amateurs y aficionados. En su obra tuvo entre sus temáticas la idiosincrasia y las costumbres mexicanas reinterpretadas en estructuras teatrales contemporáneas.
Fue traductora de francés e italiano, traduciendo al español obras de autores como Francis Veber y Adriano Banchieri.

## Obra
- Ni tanto que queme al santo, 1956
- Pollo, mitote y casorio, 1967
- Los compadres, 1968
- Los encantos del relajo, 1968
- Entre azul y colorado, 1971
- Las patas del hilo, 1971
- Este es el juego, 1972
- Retablos mexicanos, 1973
- ¿Cómo te quedó el ojo, Lucifer?, 1974
- Que me entierren con pompa, 1974 (aproximadamente)
- ¿Cómo te quedó el ojo, Lucifer?, 1974
- Médico, poeta y loco, 1975
- Junípero, juglar (1975)
- En un lugar de la Mancha (1983)
- Escándalo en el paraíso, 1984
- El secreto, 1988
- A partir de las once, 1989
- Se visten niños dios, 1989
- Vuelo de campanas, 1989
- Campanas al vuelo
- Dos tragedias de amor, 1991
- Donde vas, Román Castillo, 1991
- Delgadina, 1994
- Un largo intermedio (2005)
- Los mimos parlantes (1981)

## Premios y reconocimientos
- Premio a la Mejor Obra de Teatro (1971) por Este es el juego
- Premio Salvador Novo (1984) por Escándalo en paraíso
- Premio de Plata en el "TIATF'89" (Toyama Internacional Amateur Theater Festival) de Toyama, Japón (1989) con Vuelo de Campanas
- Premio Medalla de Atenea (1994) por Delgadina y la reina su madrina
- Premio al Mérito Literario Juan Ruiz de Alarcón (1998).